# Cagueme
Cagueme, el voluntariós, és un personatge mític, amic del gegant de caràcter bo i forçut, anomenat Tombatossals, qui, segons explica la llegenda, va fundar la ciutat de Castelló de la Plana.

## Llegenda
Cagueme viu, juntament amb Tombatossals i la resta dels seus amics: Bufanúvols, el bufador; Arrancapins, el forçut i Tragapinyols, l'escatològic; a la Cova de les Meravelles, de la qual s'absenten per atendre la trucada d'auxili dels fills del rei Barbut, que volien tornar recuperar les terres que havien heretat. En prestar ajuda a aquests hereus, el grup d'amics es viuen nombroses aventures i desventures, com la guerra contra els habitants de les Columbretes per la conquesta de les illes.
La llegenda de Tombatossals i les seves aventures, és recollida en forma de conte per l'autor castellonenc Josep Pasqual Tirado, en l'obra titulada Tombatossals, publicada Castelló de la Plana en 1930.

## En la cultura popular
La vida heroica i aventurera d'aquest personatge fictici ha estat adaptada a diverses ocasions per obra d'altres llibres, com l'adaptació teatral realitzada per Matilde Salvador, "La filla del Reia Barbut"; o el conte infantil. "Viatge al país de Tombatossals", obra de Vicent Pitarch Almela, filòleg i activista cultural; amb il·lustracions de Joan Montañés, conegut com a Chipell.
També es va dur a terme un projecte gràcies a l'empresa valenciana, radicada a Castelló, Nereida Animation Films, per a realitzar un llargmetratge d'animació, sobre aquest personatge. A més, l'Institut Valencià de l'Audiovisual i la Cinematografia concedir un ajut de prop de 150.000 euros per a "Gegant, la llegenda de Tombatossals", pel·lícula basada en la història de Tombatossals. El film té un guió de Miquel Beltrán i el disseny dels personatges és d'Harald Siepermann, animador que ha treballat per la factoria Disney en projectes com 'Mulan', 'Roger Rabbit' o 'Tarzan'. El film de prop 90 minuts de durada, barreja l'animació clàssica amb el 3D. La idea a l'origen era que el film fos doblat en valencià, per a posteriorment ser doblat en castellà.